# INTEGRAL
O INTErnational Gamma-Ray Astrophysics Laboratory (INTEGRAL) é um telescópio espacial com a finalidade de detectar parte da radiação energética que é emitida no espaço. É o mais sensível detector de raios gama já lançado.
O INTEGRAL é uma missão da Agência Espacial Europeia em cooperação com a Agência Espacial Russa e a NASA. Por exemplo: ao detectar um misterioso quasar. Também foi um sucesso em investigar origens de raios-gama e detectar evidências de buracos negros.